# Park (Burgscheidungen)

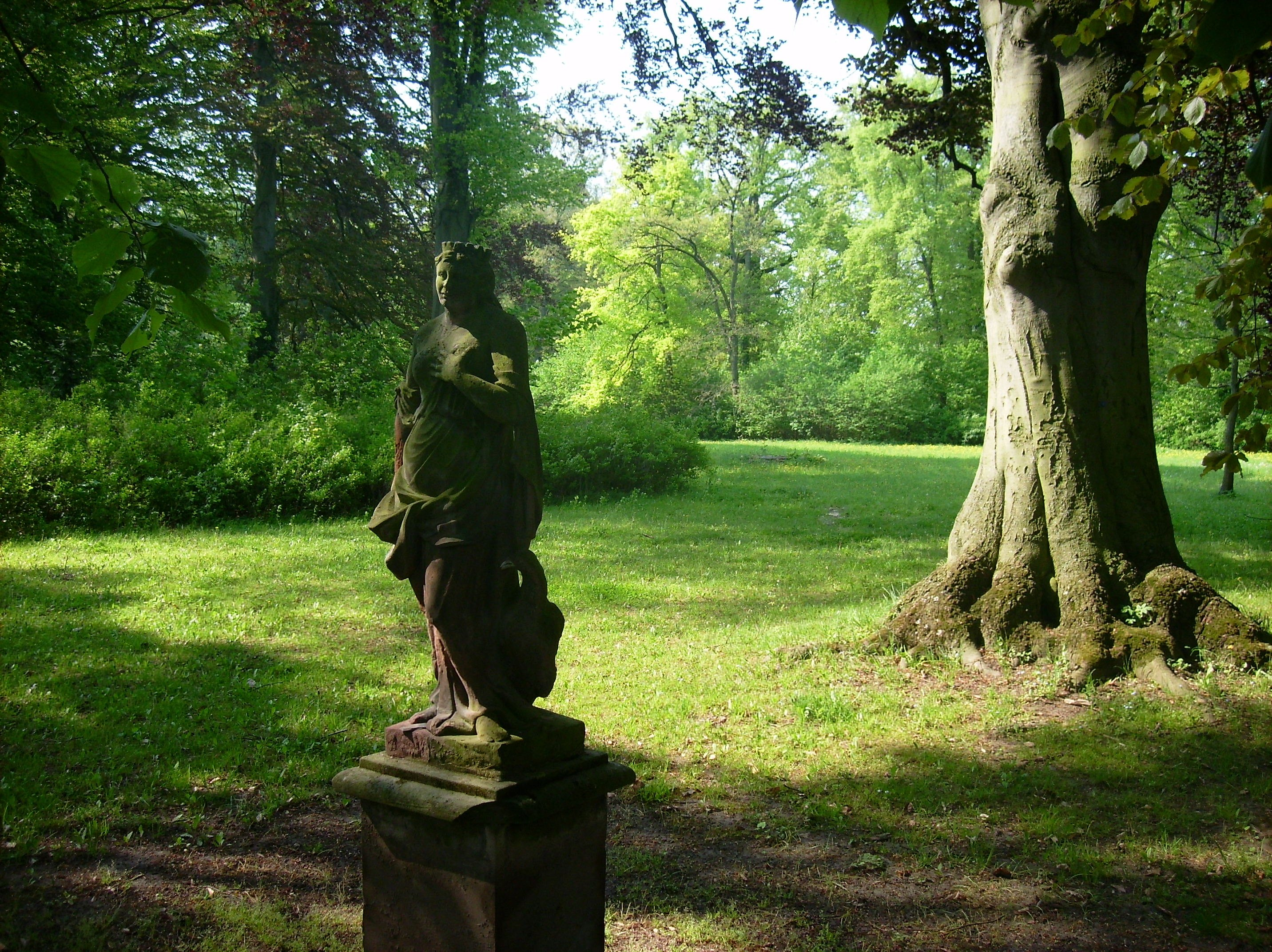
Parkanlage beim Schloss in Burgscheidungen

Der Park von Burgscheidungen ist ein denkmalgeschützter Park im Ortsteil Burgscheidungen der Stadt Laucha an der Unstrut in Sachsen-Anhalt. Im örtlichen Denkmalverzeichnis ist die Parkanlage unter der Erfassungsnummer 094 83538001 als Baudenkmal verzeichnet.
Die Parkanlage des in der Schlossbergstraße befindlichen Schlosses Burgscheidungen wurde 2017 unter Denkmalschutz gestellt. Ursprünglich war die Parkanlage im barocken Stil gestaltet, davon sind einige Grundstrukturen bis heute erhalten geblieben. Beim Schloss befindet sich der Terrassenhang mit seinen acht durch Hangwege verbundenen Terrassen, mit verschiedenen Skulpturen und Formgehölzen. Eine Grotte, ähnlich der Thetis-Grotte in Versailles, befindet sich mittig auf dem Hang. Diese wurde im 19. Jahrhundert als Gruft benutzt. An den Terrassenhang schließt sich dann der Lustgarten, der durch Lindenalleen begrenzt wird, an. Ein barockes Teehaus befindet sich innerhalb der östlichen Allee und nordöstlich davon schließt sich ein Baumgarten an. Die Querachse der Parkanlage wurde mit Laubengänge und Bassins gestaltet. Im 19. Jahrhundert wurde die Parkanlage unter teilweiser Einbindung des vorhandenen Bestandes neu gestaltet.
Westlich der Parkanlage fließt die Unstrut vorbei.